# Jean Bourdeau
Pour les articles homonymes, voir Bourdeau.
Jean Bourdeau, né le 28 juin 1848 à Limoges et mort le 8 septembre 1928 au château de Cognac-la-Forêt, est un essayiste et traducteur français, spécialiste de philosophie allemande et intéressé par les questions sociales et politiques.

## Biographie

### Famille
Il est le petit-neveu du ministre Pierre-Alpinien Bourdeau, le gendre de l'académicien Elme-Marie Caro et de la romancière Pauline Caro, puis le beau-père d'Octave Homberg. 
Le 5 février 1873, il épouse en premières noces à Paris Thérèse Caro, décédée en 1876 sans descendance. Puis, le 10 août 1881, il épouse en secondes noces à Paris Anne Barbe (1857-1940), qui lui donne six filles, dont Jeanne (1884-1946), future épouse du diplomate, financier et historien Octave Homberg[réf. nécessaire].

### Carrière
Ami de Georges Sorel, avec qui il entretient une longue correspondance, chroniqueur au Journal des Débats, traducteur de Heine et de Schopenhauer, il est l'auteur de plusieurs ouvrages sur les penseurs de son temps et sur le socialisme. Il est élu membre de l'Académie des sciences morales et politiques en 1913.

## Ouvrages

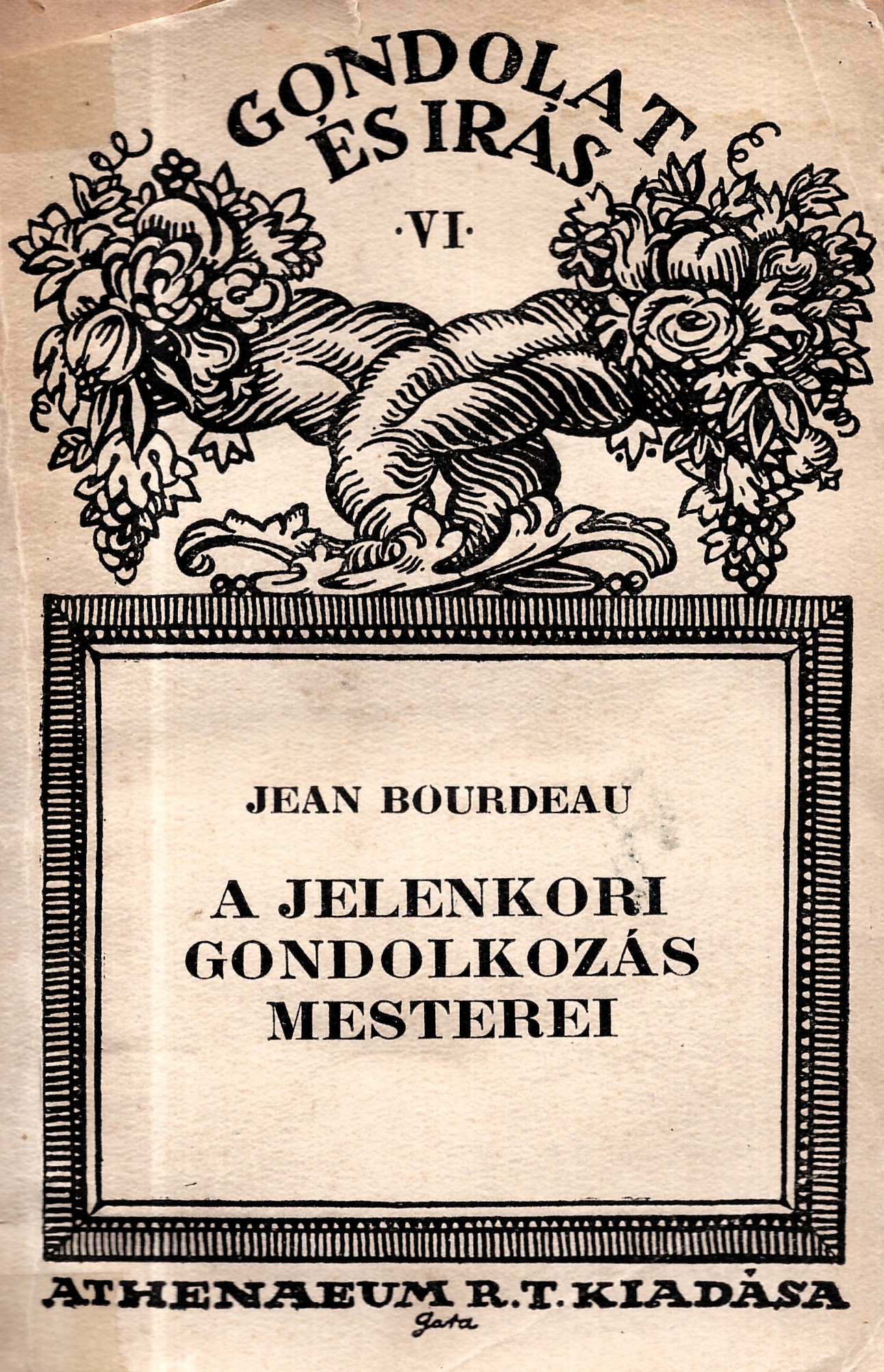
Les Maîtres de la pensée contemporaine (édition hongroise)

- Le Socialisme allemand et le nihilisme russe (1892) Texte en ligne
- La Rochefoucauld (1895)
- L'Évolution du socialisme (1901)
- Socialistes et Sociologues, par J. Bourdeau, Correspondant de l’Institut. Questions de sociologie. Théoriciens socialistes. Le socialisme en action. – Paris, Félix Alcan, éditeur, 1905. In-8°, 196 p. (Collection : Bibliothèque de philosophie contemporaine.)
- Poètes et Humoristes de l'Allemagne : la France et les Français jugés à l'étranger (1906) Texte en ligne
- Pragmatisme et Modernisme (1909)
- Entre deux servitudes, démocratie, socialisme, syndicalisme, impérialisme ; les étapes de l'Internationale socialiste ; opinions de sociologues (1910)
- La Philosophie affective, Nouveaux courants et nouveaux problèmes dans la philosophie contemporaine, Descartes et Schopenhauer, William James et M. Bergson, M. Th. Ribot, M. Alfred Fouillée, Tolstoï et Leopardi (1912)
- Les Maîtres de la pensée contemporaine, Stendhal, Taine, Renan, Herbert Spencer, Nietzsche, Tolstoï, Ruskin, Victor Hugo. Bilan du XIXe siècle (1913) Texte en ligne
- Tolstoï, Lénine et la Révolution russe. Tolstoï. Un nouveau Tolstoï. La Révolution bolchevique. Les Mécènes bolcheviks. Terrorisme et Communisme. Les Idées du tsar rouge. La Doctrine et le Martyre de Lénine. Les dessous du chaos russe. Le Bilan économique. Le Tsarisme et les Partis révolutionnaires (1921)
- La Dernière Évolution du socialisme au communisme (1927)

Traductions
- Arthur Schopenhauer. Pensées, maximes et fragments (1880). Réédition : Douleurs du monde, pensées et fragments, (1885), traduit de l’allemand par Jean Bourdeau, Paris, Rivage, 1990. Texte en ligne
- Henri Heine. Mémoires, 1884. Texte en ligne